# ماريو بيلارمينو
ماريو بيلارمينو مواليد 22 سبتمبر 1974 في لوبانغو، هو لاعب كرة سلة أنغولي سابق. مثّل منتخب بلاده. شارك في دورة الألعاب الأولمبية الصيفية سنة 2000. حقق المركز الأول في بطولة أمم أفريقيا لكرة السلة 2001.

## الميداليات
| الميدالية | المسابقة                          |
| --------- | --------------------------------- |
| ذهبية     | بطولة أمم أفريقيا لكرة السلة 2001 |

## روابط خارجية
- ماريو بيلارمينو على موقع الاتحاد الدولي لكرة السلة (الإنجليزية)
- ماريو بيلارمينو على موقع كرة السلة الأوروبية.كوم (الإنجليزية)
- ماريو بيلارمينو على موقع ريلجم (الإنجليزية)
- ماريو بيلارمينو على موقع بروبوليرز (الإنجليزية)
- ماريو بيلارمينو على موقع سبورتس رفرنس (الإنجليزية)
- ماريو بيلارمينو على موقع اللجنة الأولمبية الدولية (الإنجليزية)
- ماريو بيلارمينو على موقع أوليمبيديا (الإنجليزية)